# Clustertruck
『Clustertruck』（クラスタートラック）は、Landfall Gamesが開発しtinyBuild Gamesが販売しているプラットフォーム同人ゲームである。2016年9月27日にMicrosoft Windows、OS X、Linux、PlayStation 4、Xbox One向けに発売された。ゲーム名は「clusterfuck」のもじりであり、この英単語の意味は「すべてが間違った方向に行くようなカオスな状況」である。

## ゲームプレイ
プレイヤーはファーストパーソン視点でキャラクターを操作する。プレイヤーは障害物を避けながら、暴走するトラックの列の上を乗り移ることができる。トラック以外のものに触れることはできず、触れれば目的地のゴールにたどり着けず失敗する。
各ステージのスコアでは、ゴールにたどり着いた速さと空中のトラックから乗り移るなどの技術点を総合して算出される。このスコアを使って、プレイヤーは2段ジャンプやクイックブーストなどの特殊能力を買うことができる。これによってより難しいステージをクリアしたり、すでにクリアしたステージのスコアをさらに伸ばすことができる。

## 開発
このゲームの開発は『Square Brawl』の開発終了後の2015年9月に始まった。2015年12月16日に公式にトレーラーと発売予定日（2016年4月）が告知された。PAX South 2016にて、Landfall GamesはtinyBuild Gamesと販売契約をしたことが発表された。この契約によって発売予定日は2016年秋に延期されることになった。Landfall Gamesの最高経営責任者Wilhem Nylundは「はじめは小さなプロジェクトで、短期間の開発で終わる予定だった」としていた、しかし考えを変えて延期することに決めた。とても多くの注目を浴びるようになったからである。エイプリルフールで、LandfallはジョークとしてSupertruckというClustertruckのデモゲームを公開した。これはその頃販売された似た雰囲気を持つゲーム『Superhot』とコラボしたもので、そのゲームシステムと同じく、プレイヤーが動かないときは時間も進まない。
LandfallはYouTubeとTwitchで動画配信している人たちに試作品を提供し、宣伝を行った。最終的に2016年9月27日に発売された。